# Anthony Choy
Jorge Anthony Choy Montes (en chino tradicional, 蔡安東尼奧; en chino simplificado, 蔡安东尼奥; Lima, 20 de octubre de 1961), más conocido como el doctor Anthony Choy, es un ufólogo, presentador, abogado, periodista, columnista, escritor, conferencista y productor de radio peruano de ascendencia china.
Fue durante 12 años el conductor del programa radial Viaje a otra dimensión (2008-2020) en Radio Capital, consultor internacional para el NARPAC (Centro Nacional de Informes en Aviación de Fenómenos Anómalos de los Estados Unidos de América), corresponsal internacional para la revista brasileña UFO, exmiembro de la OIFFA, miembro fundador del grupo de investigación Proyecto 33 y director de APU (Asociación Peruana de Ufología), fundada en el 2012, que trabaja para la desclasificación de archivos secretos del Gobierno peruano sobre ufología.

## Biografía
Nació el 20 de octubre de 1961 en Lima. Estudió la carrera de Derecho en la Universidad de San Martín de Porres y en 1989 publicó su primer libro: Pureza del fuego, auspiciado por el Concytec (Consejo Nacional de Ciencia y Tecnología). Posterior a su titulación, realizó la maestría en Comunicación Social en la PUCP, maestría en Alta Gestión en Defensa y Desarrollo Aeroespacial en la ESFAP y un diplomado en Investigación Científica y Cátedra Universitaria en la UIGV. Además, cursó estudios en Producción de Cine y Televisión en el CETUC, Administración de Recursos para la Defensa en el Centrum (ambos de la PUCP) y Desarrollo y Defensa Nacional en el CAEN.
Desde 1999, en paralelo a su carrera como abogado, comenzó sus estudios sobre el fenómeno ovni en el Perú, lo cual, más adelante, lo llevaría a ser miembro fundador del grupo de investigación Proyecto 33. En diciembre de 2001, surge la OIFFA (Oficina de Investigación de Fenómenos Aéreos Anómalos de la FAP), hoy llamada DIFFA, y, en enero del siguiente año, es miembro asesor. Como investigador en aquel entonces, fue responsable de la indagación sobre el incidente de Chulucanas, en Piura, convirtiéndolo en la primera investigación oficial revelada sobre ovnis en el país. Anthony Choy ha sido y sigue siendo el principal comentarista nacional e internacional sobre el tema.
El 12 de noviembre de 2007, fue uno de los 14 personajes invitados a hablar en la «Conferencia Internacional de Prensa» en el Club Nacional de Prensa en Washington D. C., organizado por la Coalición Libre de Información, dirigido por Leslie Kean en colaboración con el director de cine James Fox, quien dirigió I know what I saw (Yo sé lo que vi).
En julio de 2008, participó en el 39.º Simposio Internacional Anual UFO, organizado por la MUFON (Mutual UFO Network) en San José, California. En octubre del mismo año, se inició su programa radial que lo hizo más conocido: Viaje a otra dimensión, a través de Capital 96.7, programa que condujo 12 años hasta la desaparición de la emisora.
El 3 de abril de 2009, Anthony Choy asistió al Auditorio Raúl Porras Barrenechea, del Congreso de la República del Perú, para instar la desclasificación de archivos secretos del Gobierno sobre ufología, y presentó una solicitud formal al Ministerio de Defensa el 10 de marzo. El 11 de septiembre de ese mismo año, él organizó el Primer Congreso Peruano de Exopolítica en el Auditorio de la Agencia Espacial del Perú.
El 2 de mayo de 2013, en la Audiencia Ciudadana para la Desclasificación del Fenómeno Ovni (CHD por sus siglas en inglés), realizada en la ciudad de Washington D. C.
Anthony Choy ha tenido varias apariciones en History Channel Latinoamérica; en el especial de Contacto extraterrestre (2012) y ha trabajado como consultor y coordinador de producción para la continuación de la serie Contacto extraterrestre (2013), para el mismo canal, en donde parte de sus investigaciones fueron presentadas.
Desde agosto de 2020 hasta 2022, condujo el programa radial No estamos solos, a través de la emisora RPP.
Desde 2022, conduce el programa "Anthony Choy presenta" y desde el 2023 también el programa "Yo mismo Choy", ambos en su canal oficial de YouTube, además de entrar a Nativa TV donde conduce el programa semanal "Dimensión 33". También participó en un episodio de Inexplicable para History Latinoamérica.